# Генуэзская лира
Генуэзская лира (итал. Lira genovese) — денежная единица Генуэзской республики, бывшая в обращении до 1797 года.
В Генуе, как и во всей Италии, лира первоначально использовалась как расчётная единица, не имевшая монетного носителя. Как и в других регионах Италии, лира серебра в Генуе равнялась 240 серебряным денаро или 20 сольди.
Монетный двор в Генуе начал работу около 1139 года. В начале XIII в. здесь начали чеканить генуэзский denario grosso (около 1,5 г серебра 96-й пробы), равного 4-м старым (или малым) денаро, а в 1252 г. в Генуя начала выпуск золотой монеты — дженовино, содержащей ок. 3,5 грамм золота.
В это время серебряная генуэзская имперская лира равнялась 70 граммам серебра или 7 граммам золота. С середины XIII до середины XIV в. стоимость генуэзской лиры снизились на 5 %, за вторую половину XIV—XV вв. генуэзская лира потеряла свыше 30 % своей стоимости. Однако монеты других итальянских регионов обесценились ещё больше и поэтому к концу XV века генуэзская лира была наиболее ценной итальянской монетой, содержащей около 13 грамм чистого серебра.